# Wolfram Löwe
Wolfram Löwe (Markranstädt, 14 de Maio de 1945) é um ex-futebolista profissional alemão que atuava como atacante, campeão olímpico.

## Títulos
Alemanha Oriental
- Jogos Olímpicos: 1976

## Ligações Externas
- Perfil na Sports Reference